# الحملة العجيبة
الحملة العجيبة (بالإسبانية: Campaña Admirable) كانت عملًا عسكريًا بقيادة سيمون بوليفار حيث غزا الوطنيون مقاطعات ماردة وباريناس وتروخيو وكاراكاس.:146 كان هدف الحملة تحرير فنزويلا من السيطرة الإسبانية، وقد تم ذلك بالتزامن مع حملة سانتياغو مارينو المتزامنة في الشرق.

## الملخص
بعد خسارة جمهورية فنزويلا الأولى، ذهب بوليفار إلى غرناطة الجديدة حيث انضم إلى جيش المقاطعات المتحدة، الذي كان في صراع مع المدن التي لم تعترف بسلطته. في 28 يناير 1813، استولى بوليفار على مدينة أوكانيا التي كانت تقع على الطرق الرئيسية المؤدية إلى فنزويلا. تم تشكيل الحملة من فرقتين، طليعة بقيادة العقيد أتاناسيو جيراردوت والجزء الخلفي بقيادة العقيد خوسيه فيليكس ريباس. في الوقت نفسه، كان دومينغو دي مونتيفيردي ينقل القوات إلى غرب فنزويلا استعدادًا لغزو غرناطة الجديدة، مما يهدد الدول المستقلة حديثًا هناك.
تحرك بوليفار من أوكانيا ضد المناطق الملكية في غرناطة الجديدة، واستولى في 28 فبراير على مدينة كوكوتا الحدودية في معركة كوكوتا. هنا، طلب بوليفار من المقاطعات المتحدة المساعدة والإذن لدخول فنزويلا من خلال وثيقة تسمى «بيان قرطاجنة» (بالإسبانية: Manifiesto de Cartagena). نظرت المقاطعات المتحدة إلى التماسه بشكل إيجابي مع الأخذ في الاعتبار الإجراءات العديدة التي نفذها لحكومة غرناطة الجديدة. في 16 فبراير، وبمجرد الحصول على إذن الحكومة، بدأت الحملة مسيرتها إلى فنزويلا. سارت البعثة عبر سان كريستوبال ولا غريتا وماردة وتروخيو. من هذه المدينة أصدر بوليفار «مرسوم الحرب حتى الموت». أعلن بوليفار في المرسوم أن الجيش الوطني سوف يعامل الإسبان ووالكريولو بشكل مختلف: «الإسبان والكناريون، يمكنكم توقع الموت، حتى لو لم تتدخلوا، إذا لم تعملوا بنشاط لاستقلال أمريكا. أيها الأمريكيون، اعتمدوا على الحياة حتى لو كنتم مذنبين». ظل المرسوم ساري المفعول، من الناحية الفنية، حتى المعاهدة الموقعة مع بابلو موريلو في سانتا آنا دي تروخيو في 26 نوفمبر 1820، التي تنظم قواعد الاشتباك.
كانت آخر مشاركة رئيسية للحملة هي معركة لوس هوركونز في 22 يوليو. بعد ذلك احتلت البعثة في أوائل أغسطس مدينتي بلنسية ولا فيكتوريا. خسرت الحكومة الملكية على جبهتين، واستسلمت في 4 أغسطس. كان لقوات بوليفار دخول المنتصر إلى مدينة كاراكاس في 6 أغسطس، مما أدى إلى إنهاء الحملة وإعادة تأسيس الجمهورية الفنزويلية.

## روابط خارجية
- Simón-Bolívar.org - الحملة العجيبة (1813) (بالإسبانية)
- Venezuela Tuya - الحملة العجيبة (1813) (بالإسبانية)

حملات حرب الاستقلال الفنزويلية